# Helmut Bönnemann
Helmut Bönnemann (* 7. November 1939; † 30. März 2017) war ein deutscher Chemiker.

## Leben
Bönnemann studierte Chemie an der RWTH Aachen. Das Studium schloss er mit der Diplomarbeit am Max-Planck-Institut für Kohlenforschung in Mülheim an der Ruhr ab. Er fertigte seine Dissertation im Arbeitskreises von Günther Wilke an und wurde im Jahr 1967 promoviert. Nach der Habilitation im Jahr 1976 folgte ein Industrieaufenthalt bei der Degussa, bevor er 1981 als außerplanmäßiger Professor an die RWTH zurückkehrte. Im Jahr 2001 wurde er Extraordinary Professor an der University of the Western Cape in Kapstadt. Am Max-Planck-Institut für Kohlenforschung war er bis 2004 Arbeitsgruppenleiter für Heterogene Katalyse. Im Jahr 2005 übernahm er für drei Jahre die Leitung des Nanochemischen Laboratoriums am Forschungszentrum Karlsruhe. Bönnemann war außerdem Editor der Zeitschrift „Applied Organometallic Chemistry“.
Sein Forschungsschwerpunkt lag zunächst auf der Darstellung von Pyridinen durch Cobalt-katalysierte Synthese aus Alkinen und Nitrilen (Bönnemann-Synthese) sowie der Steuerung der Selektivität durch Variation der Ligandeneigenschaften.
Später legte er den Schwerpunkt seiner Forschung auf die Untersuchung der katalytischen Eigenschaften von Nanometallen und Clustern in der homogenen und heterogenen Katalyse.